# Васильева, Влада

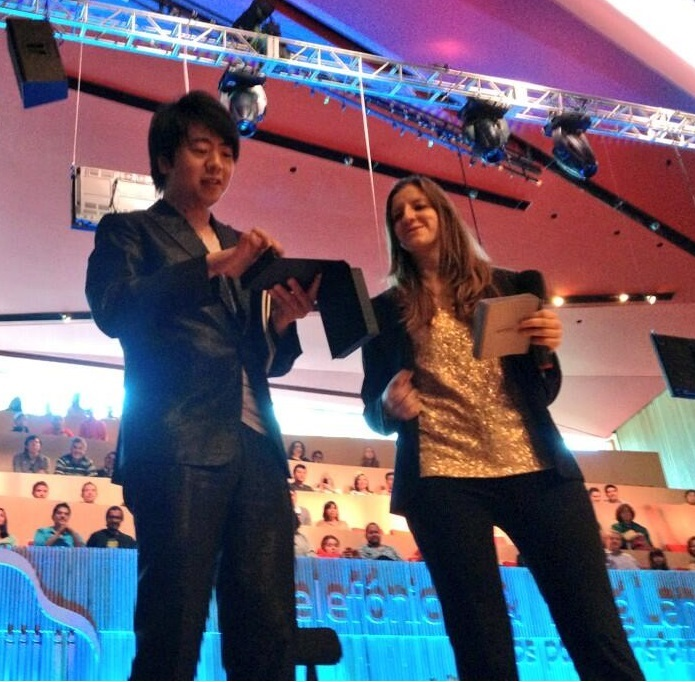
Лан Лан и Влада Васильева дают мастер-класс для Telefónica. Мехико, 2013 год

Вла́да Васи́льева (исп. Vlada Vassilieva; род. 10 июля 1985, Москва) — мексиканская пианистка и музыкальный педагог русского происхождения.

## Биография
Родилась 10 июля 1985 года в Москве, эмигрировала в Мексику с родителями в 1990 году, прошла натурализацию. Оба родителя были музыкантами, мать Влады — Елена Васильева — стала для своей дочери первой учительницей музыки.
Отец — виолончелист Олег Васильев.
Выпускница Университета Колимы (класс профессора А. Б. Затина). Лучшая ученица профессора, в 2003 году вместе с ним основала фортепианный дуэт Dúo Petrof, представляющий во всём мире чешский бренд пианино Petrof.
С 2006 года преподаёт на Факультете музыки Университета Колимы. Её студенты становятся лауреатами международных конкурсов в Мексике, Нью-Йорке, Ванкувере и Голландии. В 2008 году стала лауреатом программы Фулбрайта, что дало ей возможность отучиться по программе магистратуры в нью-йоркском Маннес-колледже. В 2010 году стала лауреатом Премии за сольный концерт Нади Рейзенберг. Некоторое время была приглашённым профессором Национальной консерватории Мехико. В 2017 и 2018 годах вместе с А. Б. Затиным, С. Наваррете и Х. Ф. Осорио преподавала на кафедре имени Рикардо Кастро Национального института изобразительных искусств и литературы в Мехико.

## Признание
- Лауреат Международного конкурса пианистов Людмилы Кнежковой-Хасси (Канада, 2002) — Вторая премия[1]
- Лауреат Международного конкурса молодых пианистов Анатолия Затина (Украина, 2003) — Вторая премия[1]
- Лауреат Национального конкурса фортепиано Анжелики Моралес—Ямаха (Мексика, 2003) — Вторая премия[1]
- Лауреат Международного конкурса русской музыки в Калифорнии (США, 2004) — Вторая премия; Серебряная медаль; Специальный приз «За лучшее исполнение русской музыки»; Специальный приз зрительских симпатий[1]
- Почётный диплом Международного конкурса молодых пианистов (Нидерланды, 2006)[1]
- Лауреат II Национального конкурсе фортепиано Клаудио Эррера (Мексика, 2006) — Золотая медаль[1]
- Стипендиат Национального фонда культуры и искусства[исп.] (Мексика, 2007)[1]
- Лауреат программы Фулбрайта (США, 2008)
- Лауреат Премии за сольный концерт Нади Рейзенберг[англ.] (США, 2010)